# Maslianico
Maslianico (lombardul: Maslianich) település Olaszországban, Lombardia régióban, Como megyében. Lakosainak száma 3154 fő (2023. január 1.). Maslianico Cernobbio, Como, Vacallo és Ticino kanton községekkel határos.

## Népesség
A település lakossága az elmúlt években az alábbi módon változott:
| Lakosok száma | 3319 | 3327 | 3154 |
|               | 2017 | 2018 | 2023 |